# Islam El-Shehaby
Islam Amru Abdallah Ahmad El-Shehaby (arab. اسلام عمرو عبد الله احمد الشهابي ;ur. 1 sierpnia 1982) – egipski judoka. Czterokrotny olimpijczyk. Zajął trzynaste miejsce w Pekinie 2008,  siedemnaste w Londynie 2012 i Rio de Janeiro 2016 i odpadł w eliminacjach w Atenach 2004. Walczył w wadze ciężkiej.
Brązowy medalista mistrzostw świata w 2010; uczestnik zawodów w 2003, 2005, 2009, 2011, 2013, 2014 i 2015. Startował w Pucharze Świata w latach 2000, 2002, 2003, 2006, 2008-2011, 2014 i 2016. Wicemistrz igrzysk afrykańskich w 2003 i 2011. Zdobył 21 medali mistrzostw Afryki w latach 2001 - 2015. Brązowy medalista igrzysk frankofońskich w 2005, a także igrzysk śródziemnomorskich w 2005 i 2009 roku.

## Letnie Igrzyska Olimpijskie 2004
| Konkurencja | Eliminacje               | Klas. końcowa |
| Konkurencja | Przeciwnik I             | Miejsce       |
| ----------- | ------------------------ | ------------- |
| +100 kg     | Witalij Polanski (UKR) P | 1 runda.      |

## Letnie Igrzyska Olimpijskie 2008
| Konkurencja | Eliminacje        | Eliminacje            | Repasaże                 | Klas. końcowa |
| Konkurencja | Przeciwnik I      | Przeciwnik II         | Przeciwnik I             | Miejsce       |
| ----------- | ----------------- | --------------------- | ------------------------ | ------------- |
| +100 kg     | Barna Bor (HUN) Z | Satoshi Ishii (JPN) P | Paolo Bianchessi (ITA) P | 13.           |

## Letnie Igrzyska Olimpijskie 2012
| Konkurencja | Eliminacje           | Klas. końcowa |
| Konkurencja | Przeciwnik I         | Miejsce       |
| ----------- | -------------------- | ------------- |
| +100 kg     | Ihar Makarau (BLR) P | 17.           |

## Letnie Igrzyska Olimpijskie 2016
| Konkurencja | Eliminacje        | Klas. końcowa |
| Konkurencja | Przeciwnik I      | Miejsce       |
| ----------- | ----------------- | ------------- |
| +100 kg     | Or Sasson (ISR) P | 17.           |